# Cielec
Cielec is een dorp in de Poolse woiwodschap Silezië. De plaats maakt deel uit van de gemeente Boronów en telt 0 inwoners.